# 伊勢市立御薗中学校
伊勢市立御薗中学校（いせしりつみそのちゅうがっこう）は、三重県伊勢市磯町にある公立中学校。

## 概要
- 宮川下流の東岸に位置する。
- 校地面積：26,968m2
- 構成
  - 校舎：鉄筋コンクリート造2階建、面積 4,586m2
  - 運動場：面積 15,715m2
  - 体育館：面積 1,549m2

## 沿革
- 1947年（昭和22年）4月15日 - 御薗村立御薗中学校が創立、御薗村立御薗小学校の校舎内に併置する。
- 1948年（昭和23年）7月8日 - 独立校舎の第一期工事が完了し、落成式を挙行する。
- 1948年（昭和23年）8月25日 - 独立校舎へ移転する。
- 1949年（昭和24年）6月3日 - 独立校舎の第二期工事が完了する。
- 1959年（昭和34年）9月26日 - 伊勢湾台風（台風15号）により、校舎に甚大な被害を受ける。
- 1961年（昭和36年）8月21日 - 新校舎が完成、落成式を挙行する。
- 1961年（昭和36年）9月26日 - 第2室戸台風により、被害を受ける。
- 1986年（昭和61年）3月 - 体育館が完成する。
- 1987年（昭和62年）9月 - 現在地（伊勢市磯町）に新校舎が完成する。
- 2005年（平成17年）11月1日 - 御薗村が伊勢市と合併したことに伴い、伊勢市立御薗中学校に改称。
- 2008年（平成20年）4月1日 - 3学期制から2学期制に移行する。
- 2011年（平成23年）4月24日 - 生徒会が集めた募金とPTAから総額136,776円を東日本大震災の義援金として中日新聞社会事業団に寄付[1]。

## 学校区
御薗小学校区 
- 御薗町高向
- 御薗町長屋
- 御薗町小林
- 御薗町王中島
- 御薗町上條（一部を除く）
- 御薗町新開
- 磯町の一部

## 周辺
- 伊勢市ハートプラザみその
- 伊勢市役所 御薗総合支所
- 伊勢市立御薗小学校
- 伊勢市立御薗第一保育園

## その他
御薗中学校所在地は伊勢市磯町であり、旧御薗村内には中学校がない。そのため、御薗村の中学生は市郡境を越えて通学し、国勢調査の結果では村内の中学校に通う生徒数が0人と表示されていた。所在地の「磯町」は宮川左岸に中心集落があり、御薗中学校のある宮川右岸の部分は飛び地状態であった。これは宮川が流路をたびたび変えていた名残である。なお村内に中学校がないことによる弊害は特になかった。

## 交通アクセス
- 近鉄山田線 宮町駅から2.8km、徒歩約34分
- 伊勢市コミュニティバス（おかげバス）御薗ルート「御薗中学校前」停留所下車

## 出身者
- 水本裕貴 - サッカー選手（サンフレッチェ広島所属）